# NGC 3086
NGC 3086 ist eine Spiralgalaxie vom Hubble-Typ Sb im Sternbild Sextant südlich der Ekliptik. Sie ist schätzungsweise 294 Millionen Lichtjahre von der Milchstraße entfernt und hat einen Durchmesser von etwa 105.000 Lj.
Im selben Himmelsareal befinden sich u. a. die Galaxien NGC 3083, NGC 3090, NGC 3092, NGC 3093.
Das Objekt wurde am 22. Januar 1865 vom deutschen Astronomen Albert Marth entdeckt.